# 莫森海岸
莫森海岸是南極洲的海岸，位於麥克羅伯特森地西部，由澳大利亞的探險家率領的探險隊發現，海岸線全長約320公里，現時由南極條約體系管理。
67°40′S 63°30′E / 67.667°S 63.500°E